# Edling, Steuerberg
Edling je naselje v Občini Steuerberg v Okraju Trg na Koroškem v Avstriji.